# 태풍 꼰선 (2010년)
태풍 꼰선(태풍 번호: 1002, JTWC 지정 번호: 03W, 국제명:CONSON, 필리핀 기상청(PAGASA) 지정 이름: Basyang)은 2010년의 2번째 태풍으로써 남중국해 주변 국가들에게, 특히 필리핀에 많은 피해를 낸 태풍이다.

## 태풍의 진행

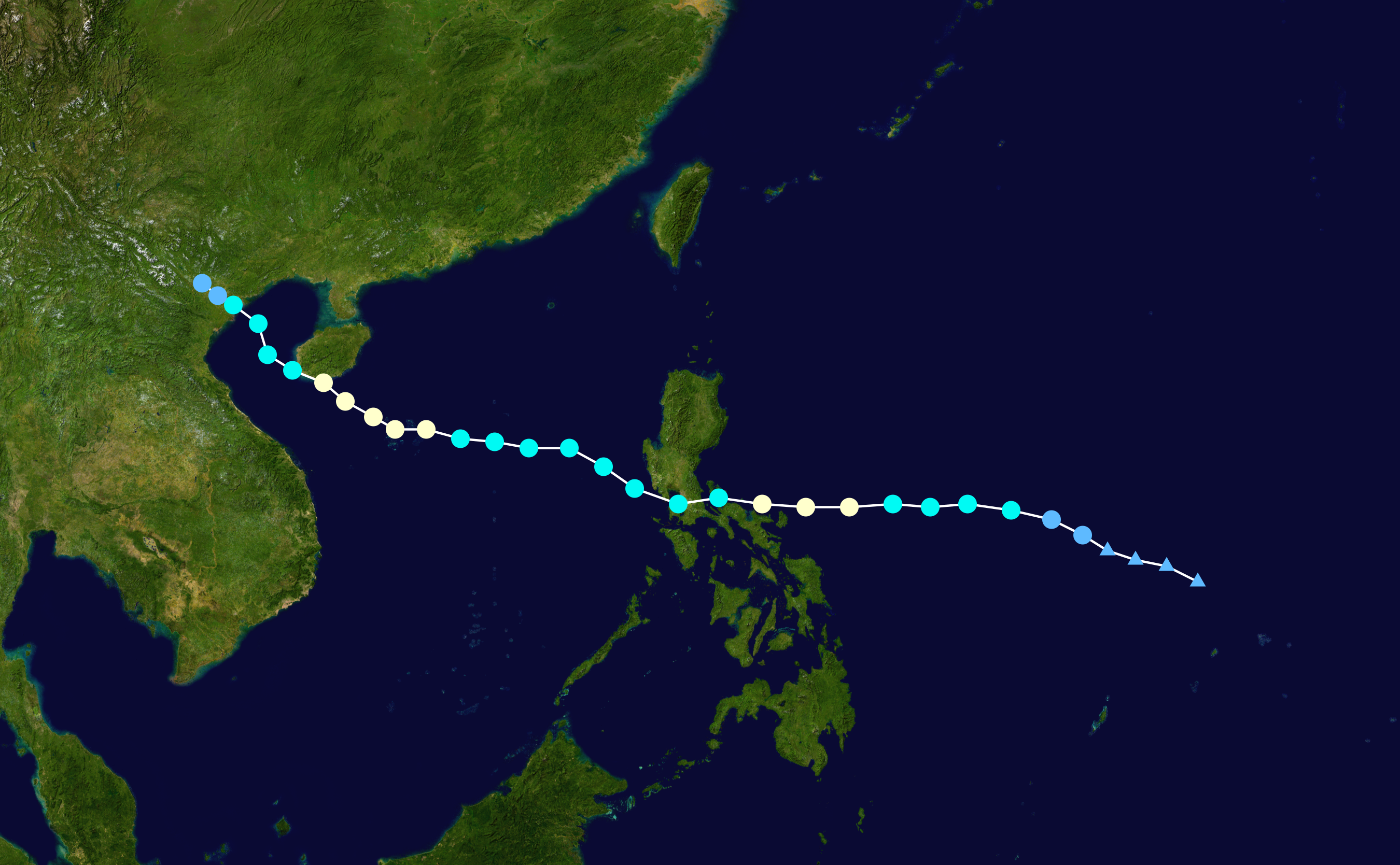
태풍 꼰선의 이동 경로

7월 11일, 일본 기상청(JMA)은 7월 9일에 생긴 열대요란이 열대 저기압으로 발달했다고 발표하고 이 때 미국 합동태풍경보센터(JTWC)는 열대 저기압 발생 경고를 내렸다.
이날 오후에 JTWC는 열대 저기압이 강력해지기 전에 열대 저기압을 열대 저기압 03W으로 명명하였다. 필리핀 기상청(PAGASA)도 열대 저기압이 강해져 필리핀 기상청 고유 이름 'Basyang'으로 이름을 붙였다. 이날 자정에 JMA는 'Basyang'이 강해져 약한 열대 폭풍으로 발달하여 이 폭풍에 국제명인 CONSON과 태풍번호 1002으로 이름붙였다. 12시간 후에 열대 폭풍 꼰선은 아열대성 고기압대 남서부 가장자리를 따라 높은 수온과 함께 빠르게 강력해졌고 이내 JMA는 열대 폭풍의 단계에서 풍속 100 km/h의 강한 열대폭풍의 단계로 승격시켰다. 이날 18시에 JTWC가 꼰선의 영향범위가 넓어졌고 위성사진으로도 뚜렷하게 관찰될 수 있는 상태가 되었다라고 보고했다. 이 때부터 꼰선은 태풍의 단계에 접어들었다. 또한 18시 JMA는 10분최대풍속 110 km/h으로 강해졌다고 발표하고 JTWC는 7월 13일, 1분최대풍속 130 km/h가 되면서 처음으로 최성기를 맞이했다고 말했다. 꼰선은 필리핀 루손섬 중부, 수도인 마닐라 부근을 지나고 남중국해로 나와 약해졌다가 중국 하이난섬 부근에서 강해져 두 번째로 사피어-심슨 허리케인 등급 제1등급이 되었다. 그러나 통킹만 하이난섬 서쪽 해상에서 약해져 베트남에 상륙한 뒤 하노이 북쪽 약 70 km 부근에서 소멸되었다.

## 대비

### 필리핀
필리핀 기상청(PAGASA)은 7월 11일부터 태풍 꼰선이 다가오면서 루손섬 동부에 먼저 태풍 경보를 내리고 이후 남부, 중부, 북부로 확대했다.

### 중국
7월 14일, 마카오 기상 사무국에서는 마카오에 홍콩 열대저기압 경보단계 제1단계를 발령하고 다음날인 7월 15일에는 홍콩에서 제1단계를 발령했다. 7월 15일 오후에 중국 기상청에서는 하이난섬과 광둥성 해안에 태풍 경보를 내렸다. 태풍 꼰선이 오기 전에 하이난성과 광둥성의 많은 자치단체들은 주민들에게 대규모 대피를 하라고 지시하고 이의 결과로 하이난 성에서는 약 4만명이, 광둥 성에서는 약 2만명이 안전한 곳으로 대피하였다.

### 베트남

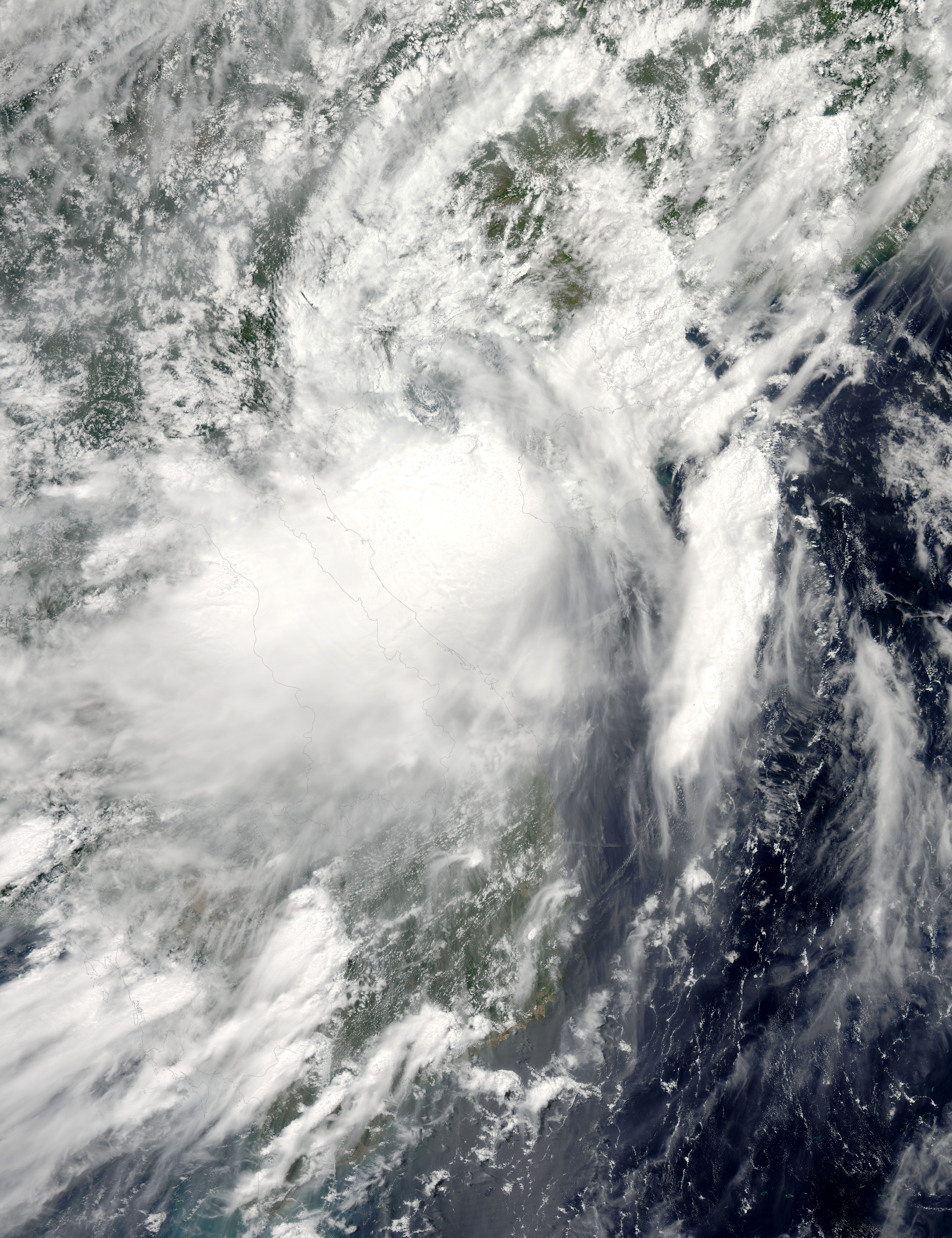
태풍 꼰선 (7월 17일)

베트남 정부는 베트남 북부 해안 저지대에 거주하는 주민들에게 내륙 안전한 고지대로 대피하라고 재촉했다. 바다에서 일하고 있던 어부들에게도 속히 항구로 돌아가라고 지시했다. 이에 따라 40,337척의 배들이 돌아왔다. 베트남 수자원부에서는 태풍으로 인해 상당한 홍수의 피해가 있을 것이고 최소 100 mm에서 200 mm에 달하는 비가 내릴것으로 예측했다. 농부들도 농작물 관리에 각별히 유의를 해달라고 당부했다. 또 해안가에서는 3 m에서 5 m의 파도가 해안을 덮칠 것이라고 예보를 해놓았다.

## 피해

### 필리핀
필리핀 전국에서 총 102명의 사망자가 발생했고 46명의 실종자가 나왔다. 또한 피해액은 3억 7800만 필리핀 페소(817만달러)으로 집계되었다.
태풍 꼰선이 케손주에 상륙하자 마닐라 대도시권에서 전기 공급이 중단되었고 통신도 두절되었다. 나무들은 뽑혀서 거리에 나뒹굴고 있었고 전봇대과 전신주가 쓰러져있었으며 지붕이 날아가버린 집들도 많이 있었다. 필리핀 루손섬 초등학교에서 대학교의 모든 학업이 7월 14일까지 중단되었다. 지방 공항에서는 기상악화로 인해 항공 교통 관리자들이 29개의 국제비행편과 국내비행편을 취소했다. 15개의 필리핀 항공 소속 비행편들이 폭우와 강풍, 그리고 거의 0 m에 달하는 가시거리를 이유로 전부 취소되었다. 케손주와 비콜 지방 500명의 승객들이 운행 중단된 배를 타지 못해 애를 먹었고 태풍 경보가 내려진 지역에서는 엄청난 강풍과 폭우를 경험했다. 또 카탄두아네스주 북쪽에 위치한 판단 지역 근해에서는 20명의 어부들이 배가 전복된 후 실종되었으나 7월 13일, 20명 중에 1명이 극적으로 구출되었다. 하지만 나머지 19명은 실종 상태에 있고 또 이 주 북동부에 위치한 곳 근해에서 11명의 어부들이 위와 비슷한 이유로 실종되었다.

### 중국
7월 16일, 하이난성 남부 해안을 지나면서 많은 피해가 났다. 해안을 따라서 바람은 무려 126 km/h의 속력을 기록했고 2명의 사람이 광고게시판과 부딪혀 사망했다. 섬 전체에서 많은 나무들이 뽑혔고 집과 회사들의 건물 파손도 잇따랐다. 또 폭우도 내렸는데 남부 하이난성의 최대도시인 싼야 시에서는 182.9 mm의 강수량을 기록했다. 피해 자료에 따르면 544채의 집들이 파괴되었고 70만a에 달하는 농작물이 손실되었고 태풍으로 인해 572,326명에게 영향을 끼쳤다. 피해액은 5억 위안(7380만 미국달러)이었고 그 중에서 1억 2000만 위안(1770만 미국달러)은 싼야 시에서 난 피해였다.
싼야 시에서는 나무들과 강풍으로 인해 전선이 끊어져 전력 공급이 중단되어 정전이 되었고 도로는 쓰러진 광고게시판들에 의해 통과할 수 없게 되었다. 어떤 곳은 5m가 넘는 곳도 있었다. 강풍으로 인해 불과 15분만에 도시의 경찰서에서는 주민들의 신고가 마비가 될 정도로 많이 왔다고 전해졌다. 태풍의 눈에서 상대적으로 많이 떨어진 광둥성에서는 보통의 강한 비가 내렸는데 그 강수량은 68 mm였다.

### 베트남과 라오스
베트남의 해안가에서는 13명의 어부들이 실종되었다. 하이퐁에서는 태풍으로 인해 97채의 집이 파손되었고 3명이 부상당했다. 태풍이 소멸되어 그 잔해가 내륙으로 들어오면서 꽝닝 성에서는 강풍으로 인해 매우 넓은 지역에서 정전이 발생했다. 도로와 다리는 아무런 영향이 없었으나 몇몇의 오토바이 운전자들은 다리의 위험을 감지하고 운전을 멈춘 일도 있었다. 또 1명이 물에 휩쓸려가 숨졌고 2명이 익사했다고 보도했지만 2명이 익사한 사실은 후에 부정확하다고 밝혀졌다. 또 한 아이가 태풍에 의해 숨졌다. 7월 18일 아침이 되자 베트남 전국에서 11명의 사람이 실종되었다고 집계되었고 남딘에서는 폭우로 127 mm의 강수량을 기록했다. 7월 24일에는 2명의 실종자가 추가로 발생해 13명으로 늘었다.
라오스에서는 태풍의 잔해가 내륙으로 들어오자 매우 강한 폭우가 라오스 북부를 강타했다.

## 태풍의 소멸 후

### 필리핀
필리핀 기상청은 태풍 꼰선에 대해 잘못된 정보를 예측했다. 7월 12일과 7월 13일 사이에 꼰선은 아우로라주와 이사벨라주에 상륙할 것으로 예측했으나 7월 13일에 케손주로 장소를 이동했다. 자연적으로 급하게 수정함에 따라 태풍의 진로에 놓여있던 루손섬 남부와 마닐라 대도시권 주민들은 잘 모르고 있던 상태여서 태풍으로 인한 피해를 더욱 키웠던 셈이다. 이에 대해 필리핀 대통령, 베니그노 아키노 3세는 필리핀 기상청에 진로 예측 부정확에 따른 징계를 내렸다.

### 중국
싼야 시의 극심한 피해에 따라 1,000명의 경찰관들이 추가로 직무를 수행함에 따라 작업은 꽤 빠르게 진행되었다. 구조대는 파손된 집에 갇혀있던 200명의 사람들을 안전하게 밖으로 이동시켰다.

### 베트남
7월 17일부터 베트남 해군 3개 모함이 파라셀 제도 근처 바다에서 실종된 어부 27명을 구하는 작업에 착수했다. 다른 어부 58명은 무사히 구조된 것으로 보도되었다.

## 같이 보기
- 2010년 태풍